# Plagiothecium
Plagiothecium là một chi rêu trong họ Plagiotheciaceae.